# Fernanda Garay Rodrigues

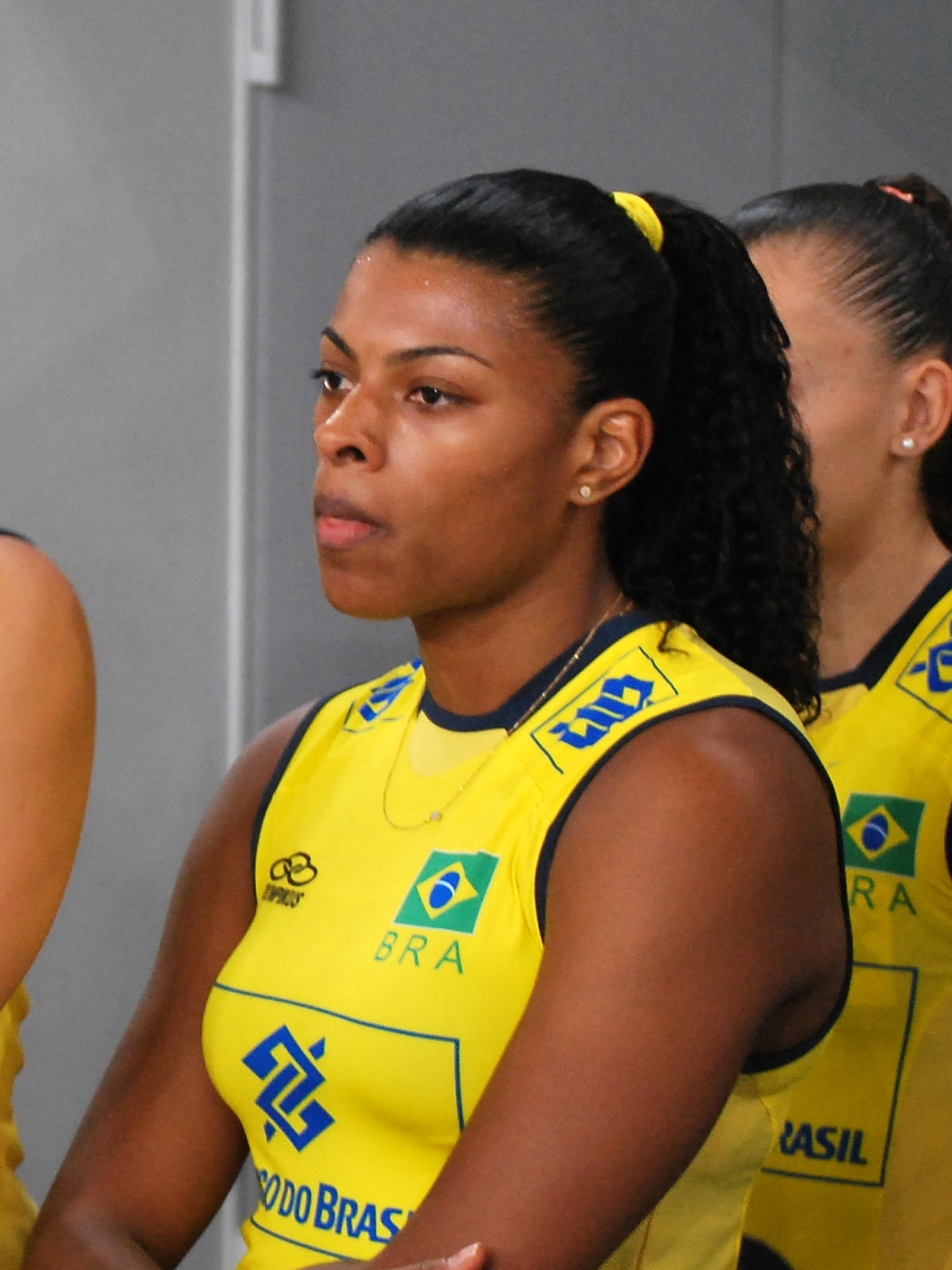
Fernanda Garay Rodrigues reprezentantką Brazylii w 2012 roku

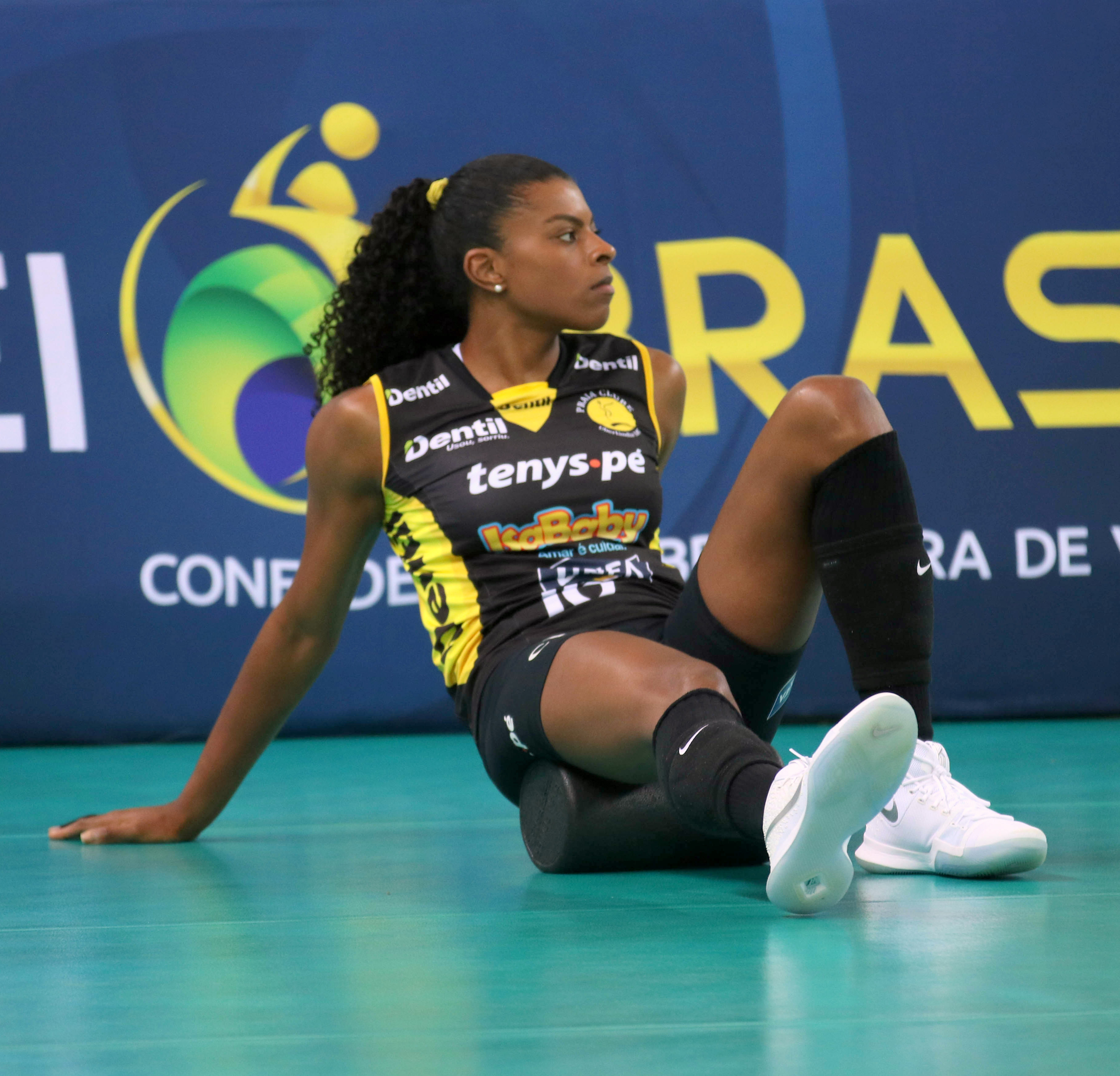
Fernanda Garay Rodrigues zawodniczką Dentil/Praia Clube w sezonie 2018/2019

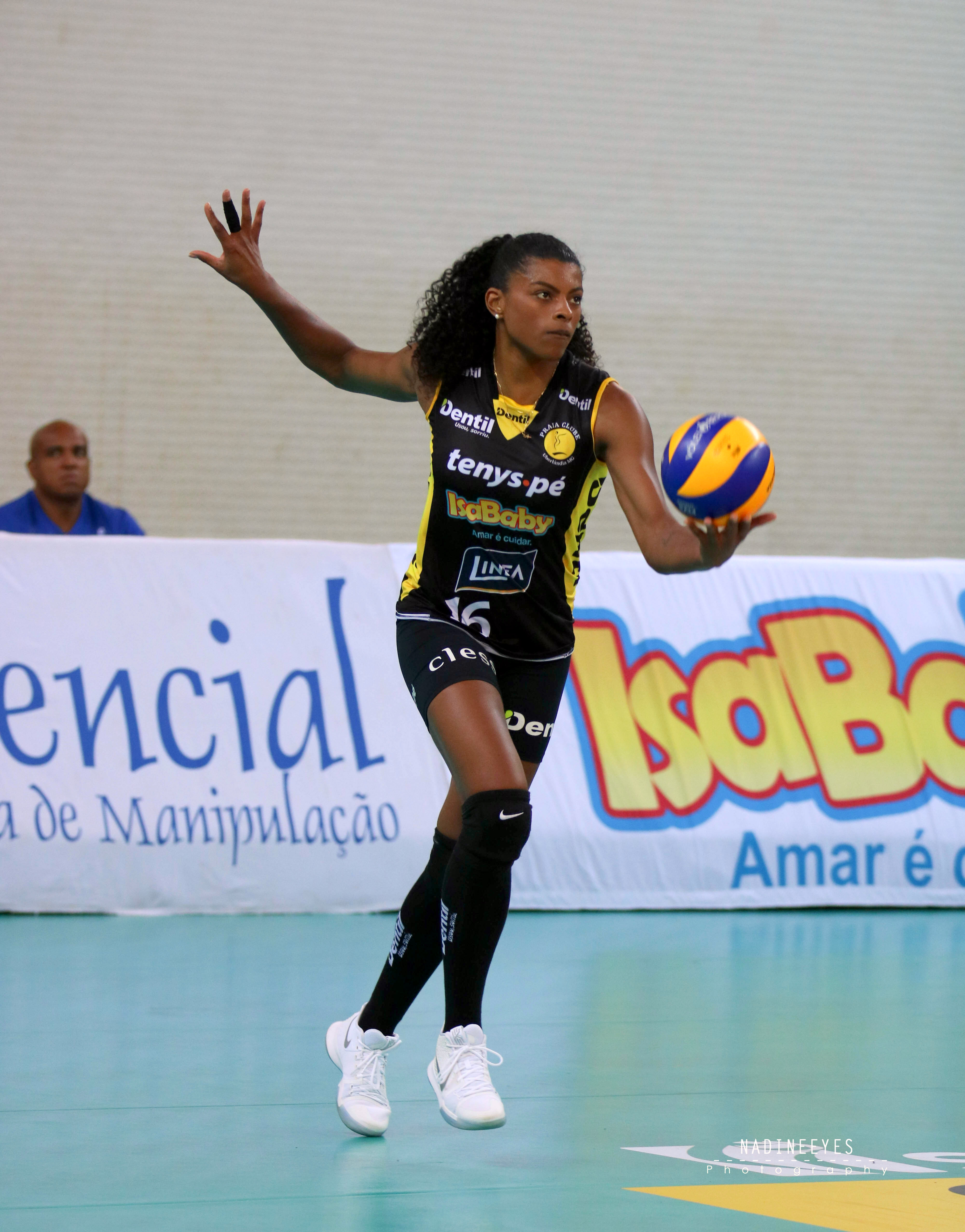
Fernanda Garay Rodrigues podczas wykonywania zagrywki w drużynie Dentil/Praia Clube w sezonie 2018/2019

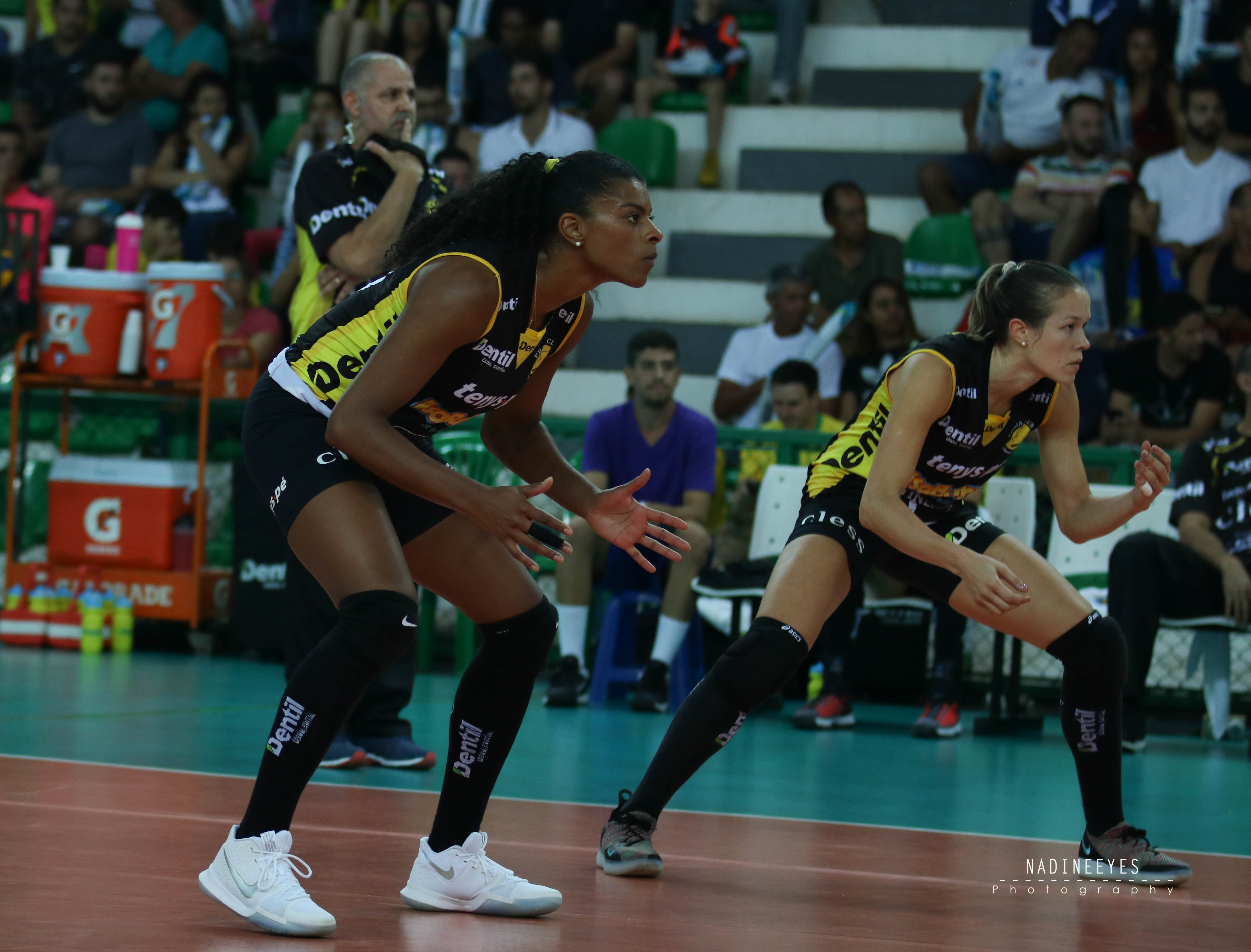
Fernanda Garay Rodrigues przygotowuje się do przyjęcia zagrywki przeciwnika w drużynie Dentil/Praia Clube w sezonie 2018/2019

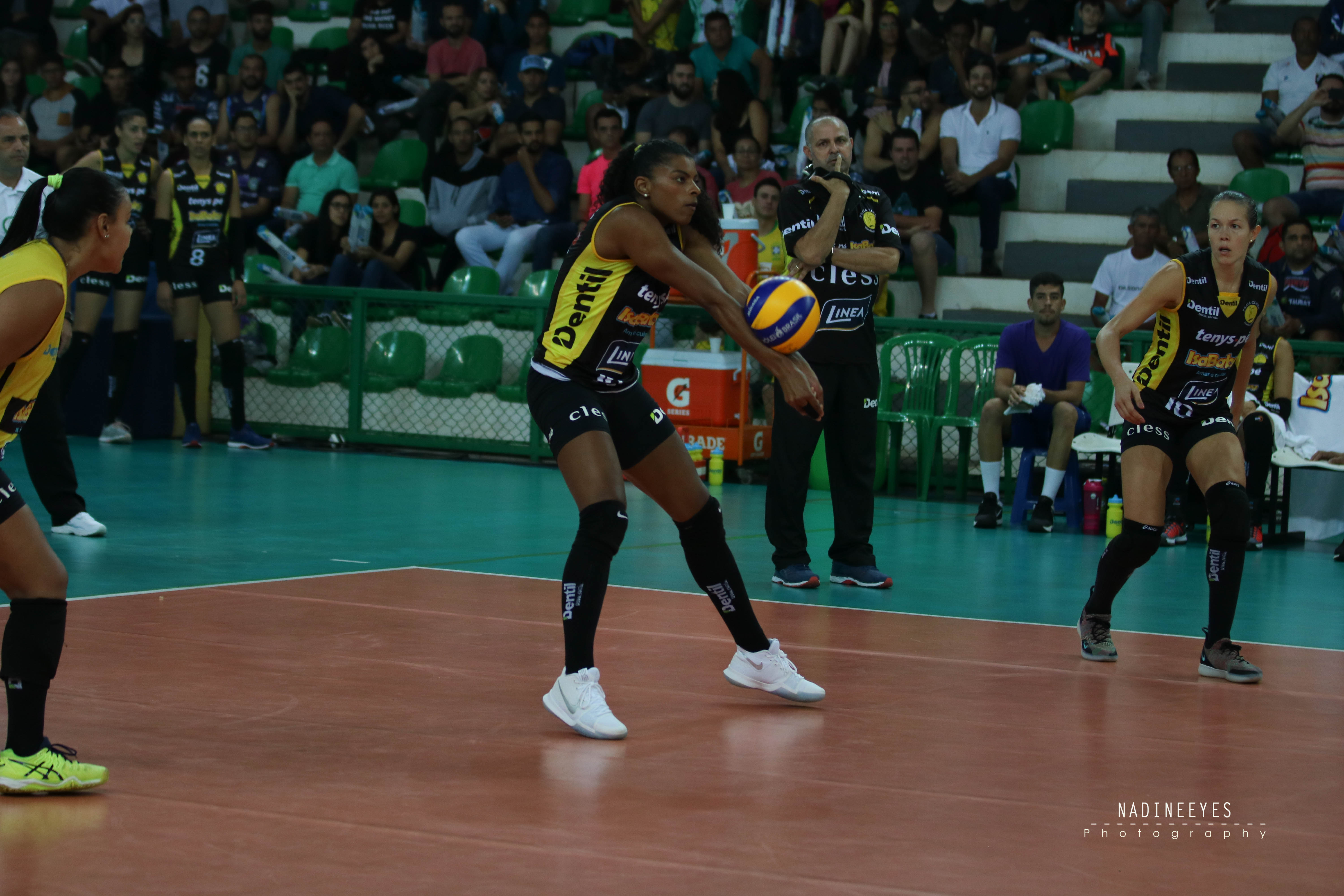
Fernanda Garay Rodrigues przyjmuje zagrywkę przeciwnika w drużynie Dentil/Praia Clube w sezonie 2018/2019

Fernanda Garay Rodrigues (ur. 10 maja 1986 w Porto Alegre w Brazylii) – brazylijska siatkarka grająca na pozycji przyjmującej. Mistrzyni Olimpijska z 2012 roku oraz wicemistrzyni Świata z 2010 roku.

## Przebieg kariery
| Lata      | Klub                      |
| --------- | ------------------------- |
| 2002–2003 | Sogipa                    |
| 2003–2004 | São Caetano Esporte Clube |
| 2004–2008 | Fiat/Minas Tênis Clube    |
| 2008–2010 | Esporte Clube Pinheiros   |
| 2010–2011 | NEC Red Rockets           |
| 2011–2012 | Vôlei Futuro              |
| 2012–2013 | Sollys Nestlé/Osasco      |
| 2013–2014 | Fenerbahce Stambuł        |
| 2014–2015 | Dinamo Krasnodar          |
| 2015–2016 | Dinamo Moskwa             |
| 2016–2017 | Guangdong Evergrande      |
| 2017–2021 | Dentil/Praia Clube        |

## Sukcesy klubowe
Liga brazylijska:
- 2018
- 2013, 2019, 2021
- 2007

Klubowe Mistrzostwa Świata:
- 2012
- 2015

Puchar CEV:
- 2014, 2015

Liga turecka:
- 2014

Puchar Rosji:
- 2014

Liga rosyjska:
- 2016

Superpuchar Brazylii:
- 2018, 2019, 2020

Klubowe Mistrzostwa Ameryki Południowej:
- 2019, 2020

## Sukcesy reprezentacyjne
Mistrzostwa Świata Juniorek:
- 2005

Mistrzostwa Świata:
- 2010
- 2014

Igrzyska Panamerykańskie:
- 2011
- 2015

Mistrzostwa Ameryki Południowej:
- 2011, 2013, 2015

Grand Prix:
- 2013, 2014, 2016
- 2011, 2012

Igrzyska Olimpijskie:
- 2012
- 2020

Volley Masters Montreux:
- 2013

Puchar Wielkich Mistrzyń:
- 2013

Liga Narodów:
- 2021

## Nagrody indywidualne
- 2011: Najlepsza przyjmująca Grand Prix
- 2012: Najlepsza przyjmująca Igrzysk Olimpijskich
- 2013: Najlepsza atakująca sezonu 2012/2013 o Mistrzostwo Brazylii
- 2013: MVP turnieju Volley Masters Montreux
- 2015: Najlepsza przyjmująca Klubowych Mistrzostw Świata
- 2019: Najlepsza przyjmująca Klubowych Mistrzostw Ameryki Południowej